# مقاطعة بوئين زهرا
مقاطعة بوئين زهرا (بالفارسية: شهرستان بوئین‌زهرا) هي مقاطعة تقع في إيران في قزوين. يقدر عدد سكانها بـ 153,873 نسمة .